# Марија Чолић
Марија Чолић (12. април 1990) српска је рукометашица која игра на позицији голмана и тренутно наступа за француски клуб Ницу.